# Малфатти, Анита
Анита Малфатти (порт.-браз. Anita Catarina Malfatti; 2 декабря 1889, Сан-Паулу — 6 ноября 1964, там же) — бразильская художница, один из лидеров бразильского модернизма.

## Биография и творчество
Отец — итальянский инженер, мать — американка, преподавательница искусства. Из-за врожденной атрофии правой руки была вынуждена научиться рисовать левой рукой. Первые работы относятся к 1909 году. Не удовлетворенная бразильской академической системой, в 1910 году приехала учиться в Берлин. Брала уроки у Ловиса Коринта и Фрица Бургер-Мюльфельда, испытала влияние немецкого экспрессионизма. В 1915 году переехала в США, сблизилась с кубизмом. Первая персональная выставка состоялась в Сан-Паулу в 1917—1918 годах. Принимала активное участие в организации Недели нового искусства (1922). Член авангардной группы Пятеро (Тарсила ду Амарал, Марио де Андраде, Освалд де Андраде, Менотти дель Пиккья). В 1923—1928 годах по стипендии работала в Париже.
В 1949 году в Сан-Паулу прошла большая ретроспективная выставка Малфатти.
Издана её переписка с Марио де Андраде.